# Iliozuch
Iliozuch (Iliosuchus incognitus) – dwunożny, mięsożerny teropod z nadrodziny tyranozauroidów (Tyrannosauroidea).
Znaczenie jego nazwy - krokodyle biodro.
Żył w okresie jury (ok. 169-164 mln lat temu) na terenach współczesnej Europy. Długość ciała ok. 1,5 m. Jego szczątki znaleziono w Anglii (w hrabstwie Oxfordshire).